# Lernakert
Lernakert (in armeno Լեռնակերտ?) è un comune di 1 418 abitanti (2008) della provincia di Shirak in Armenia.